# Sokolovna v Chudenicích
Sokolovna se nachází na severovýchodním okraji městyse Chudenice v okrese Klatovy. Je součástí krajinné památkové zóny Chudenicko, vyhlášené 1. července 1997. Objekt je od 3. srpna 2013 kulturní památkou.

## Historie
Tělovýchovná jednota fungovala v obci od první světové války. Cvičenci v té době využívali provizorní prostory (např. sál hospody). Roku 1920 byl ustanoven sokolský stavební odbor, reagující na veřejnou sbírku vyhlášenou o rok dříve. Stavební parcelu bezplatně poskytl Evžen Černín z Chudenic, jenž Sokolu věnoval za výhodnou cenu i stavební materiál. První architektonický plán vypracoval významný pražský architekt Antonín Cechner, švagr rodáka z Chudenic Jaroslava Kvapila. Jeho návrh však stavební radou schválen nebyl a nakonec byl stavbou pověřen Josef Čížek. Stavbu od počátků v roce 1922 provázely komplikace; došlo ku příkladu k opravě nově zhotovených stropů. Ke slavnostnímu dokončení došlo roku 1923. Po druhé světové válce se na budově projevily další stavební závady a byla nutná čím dál častější údržba. Později začala sloužit už pouze tanečním zábavám, které se od roku 1995 definitivně přesunuly do zdejšího hospodského sálu. Otevřela se otázka možného prodeje objektu. V roce 2005 Česká obec sokolská darovala objekt obci Chudenice. V letech 2012–2013 byla zpracována studie na záchranu hodnotné památkově chráněné sokolovny.

## Popis
Stavba o podélném půdorysu stojí na křižovatce Tyršovy ulice a silnice do k městysu patřící vesnice Býšov. V centru dispozice celé budovy stojí sál s polovalbovou střechou, krytou drážkovkou, který prostupuje dvě patra. Sál je plochostropý a strop je dělen příčnými nosníky do pěti polí, v nichž je nevýrazný fabion. Ve východní části se v přístavbě nalézá jeviště s propadlištěm. Promítací kabina sálu se skrývá nad předsíní. Uprostřed střechy, vedle pultových vikýřů a komínů, které byly zčásti při rekonstrukci odstraněny, se tyčí věžička se zvonicí. Na delší strany sálové budovy přiléhají přístavby šaten a schodiště. Vchod do objektu je řešen ze západu. Střední část vchodové části je dvoupodlažní, zakončené opět polovalbovou střechou; po stranách k ní přiléhají přízemní přístavby, na jejichž střechách se nacházejí balkony. Fasády byly na objektu vyjma soklu, lisénových rámů a mělce vsazených šambrán u oken neprofilované.
U lípy před budovou stával kříž.